# Sit główkowaty
Sit główkowaty (Juncus capitatus Weigel) – gatunek rośliny rocznej z rodziny sitowatych. Występuje w niemal całej Europie, poza tym w zachodniej Azji i na rozproszonych obszarach w Afryce. W Polsce rośnie na niżu, częściej w jego południowej części. Preferuje miejsca wilgotne, otwarte, podsuszone łąki. Kwitnie od czerwca do września.

## Morfologia

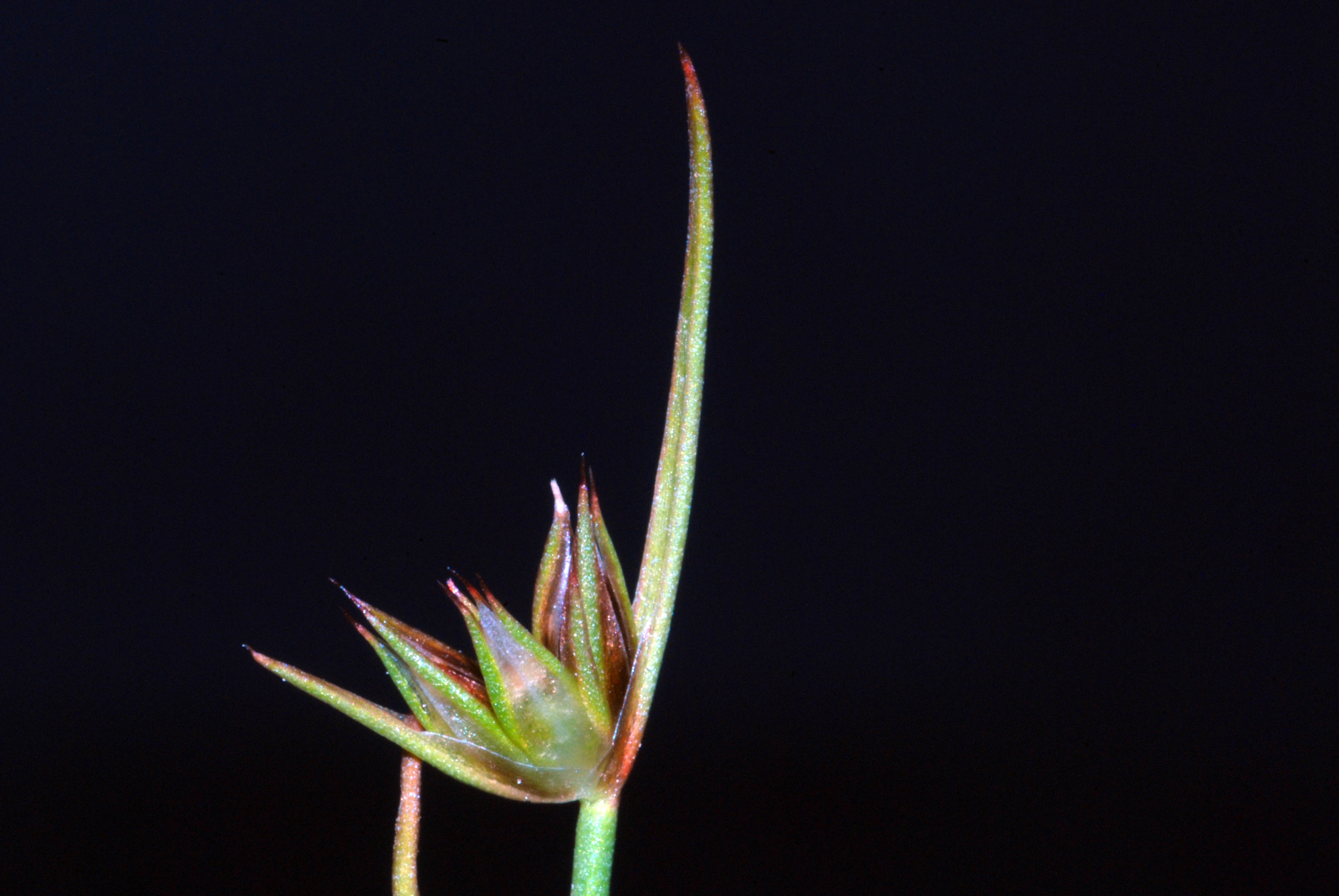
Kwiatostan

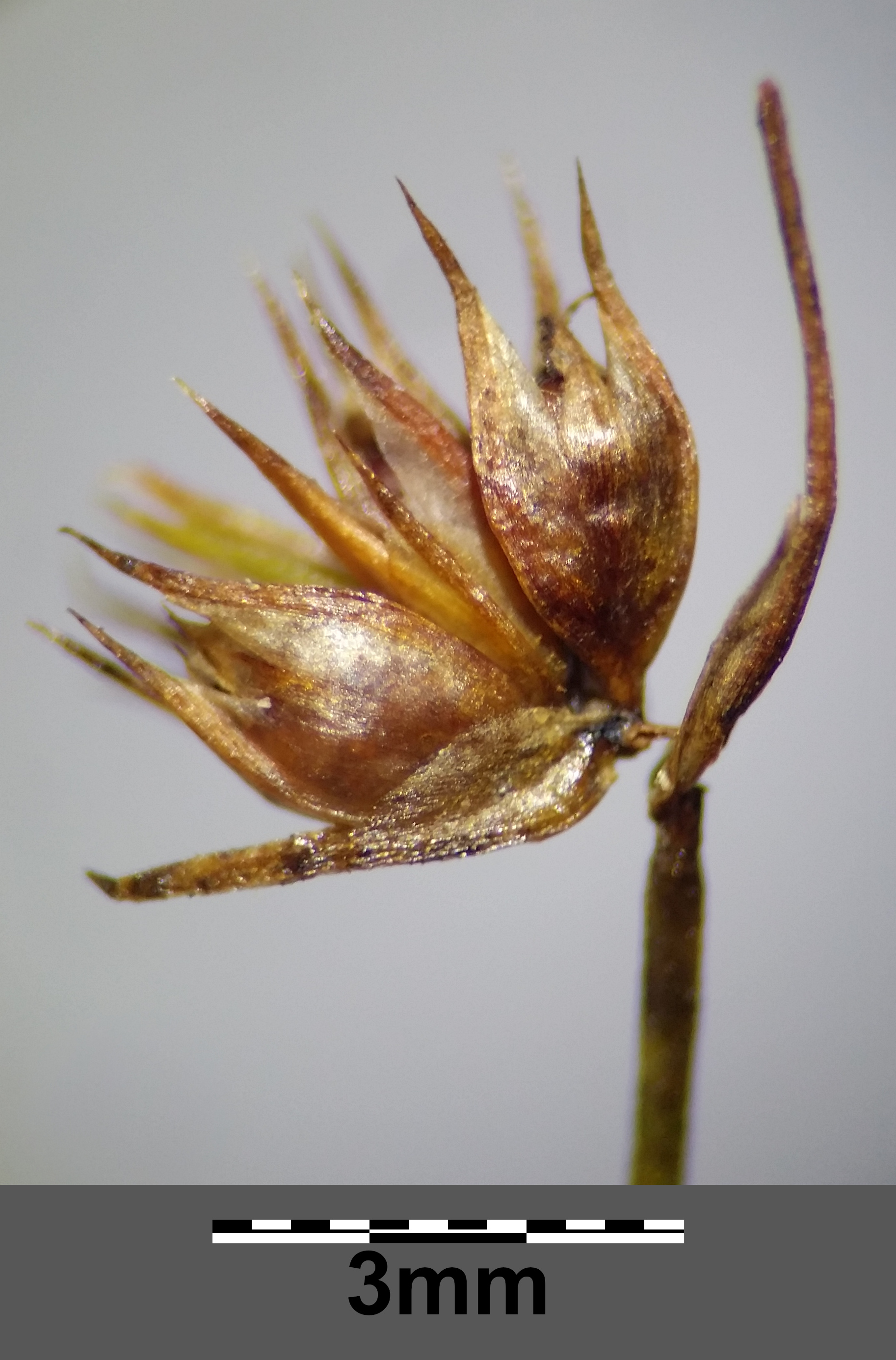
Owoce

PokrójRoślina krzaczkowato rozgałęziona o bezlistnej, cienkiej łodydze, wysokości do 20 cm, bez kłącza.
LiścieSzczeciniaste, płaskie lub rynienkowate, bardzo wąskie.
KwiatyZebrane zwykle po 5-10 w kwiatostan o szerokości do 1 cm. Kwiaty zawierają 3 pręciki, 3 znamiona.